# Nicole Bradtke
Nicole Bradtke (nascida Nicole Provis: Melbourne, 22 de Setembro de 1969) é uma ex-tenista profissional australiana.

## Grand Slam finais

### Duplas Mistas: 4 (2 títulos, 2 vices)
| Posição | Ano  | Campeonato      | Piso   | Parceiro       | Oponentes                               | Placar         |
| Vice    | 1987 | Wimbledon       | Grama  | Darren Cahill  | Jo Durie Jeremy Bates                   | 7–6(10), 6–3   |
| Vice    | 1990 | Roland Garros   | Saibro | Danie Visser   | Arantxa Sánchez Vicario Jorge Lozano    | 7–6(5), 7–6(8) |
| Campeã  | 1992 | Australian Open | Duro   | Mark Woodforde | Arantxa Sánchez Vicario Todd Woodbridge | 6–3, 4–6, 11–9 |
| Campeã  | 1992 | US Open         | Duro   | Mark Woodforde | Helena Suková Tom Nijssen               | 4–6, 6–3, 6–3  |